# Rettenberg
Rettenberg település Németországban, azon belül Bajorországban. Lakosainak száma 4640 fő (2023. december 31.). Rettenberg Waltenhofen, Immenstadt im Allgäu és Burgberg im Allgäu községekkel határos.

## Népesség
A település népessége az elmúlt években az alábbi módon változott:
| Lakosok száma | 1049 | 1601 | 1522 | 3122 | 4195 | 4295 | 4413 | 4446 | 4521 | 4640 |
|               | 1875 | 1950 | 1975 | 1987 | 2012 | 2014 | 2016 | 2017 | 2021 | 2023 |